# AnimeCon (California)
AnimeCon fue la cuarta convención de anime creada en Estados Unidos, y la primera en su tipo en tener un gran respaldo de la industria del anime; adicionalmente, fue la primera convención focalizada específicamente en dibujos animados de procedencia japonesa dentro del estado de California (que posteriormente dio lugar a diversas otras convenciones similares), y la primera convención específica en anime en alcanzar los 1 000 asistentes.
Esta convención dio paso a la formación de Anime Expo, una de las más grandes reuniones de anime de Estados Unidos.